# Hedwig Emmert
Hedwig Emmert (* 20. Februar 1943 in Lörrach) ist eine deutsche Malerin und Glaskünstlerin. Mitte der 1980er Jahre erlangte sie wachsende, überregionale Bekanntheit. Ab 1991 folgten diverse Arbeitsaufenthalte in den USA, welche die darauffolgende Entwicklung ihres Œuvres stark beeinflussten und ihr zu internationalem Renommee verhalfen. Emmert lebt in Efringen-Kirchen. Ihr Gesamtwerk umfasst mehr als 3000 Arbeiten, von denen sich die meisten in der von ihr gegründeten Hedwig-Emmert-Stiftung befinden.

## Leben und künstlerisches Schaffen
Hedwig Emmert wurde 1943 in Lörrach geboren. Von 1991 bis 1992 absolvierte sie ihre Ausbildung in Malerei und Kalligrafie an der Schule für Gestaltung Basel bei Sanae Sakamoto.
In der Malerei sind ihre Werke vom Informel bestimmt, d. h. ihre Farben entfalten sich frei auf der Leinwand und wirken durch ihre Eigendynamik. In Emmerts Glaskunst wird die Befruchtung durch die Malerei wirkungsvoll mithilfe von Farbeinschmelzungen in den Glaskörpern erkennbar. Zum Teil bilden diese Gefäßformen, können aber auch funktionsfreier Gestalt sein. Emmerts Werke sind, trotz ihrer formunabhängigen Malerei, stets auf ihre Wirkung bedacht und orientieren sich an vielartigen Strömungen der modernen Malerei, entziehen sich jedoch einem bestimmten Genre oder einer eindeutigen stilistischen Einordnung. Ihr Gesamtwerk umfasst neben den Schwerpunkten Malerei und Glaskunst weitere Gestaltungstechniken wie Lithografien, Monotypien, Seidenmalerei, Batik, Bronze- und Aluminiumguss.
Emmerts Œuvre ist von einem Stilwandel im Laufe der Jahrzehnte geprägt: Es vollzog sich eine fließende Entwicklung von impressionistisch geprägter Landschafts- und Blumenmalerei, weiter über diverse Mischformen geometrisch abstrahierter Motive hin zur ungegenständlichen, oftmals an der Kalligrafie orientierten Malerei und Glaskunst.

## Malerei
Emmert begann ihre künstlerische Karriere Mitte der 1980er Jahre mit Aquarellen von Landschafts- und Blumenbildern, die sie regional bekannt werden ließen und ihr den Ruf als exzellente Blumenmalerin einbrachten. 1984 war sie die erste Künstlerin, die eine Ausstellung auf Schloss Bürgeln bestreiten durfte. In den anfänglichen Jahren dominierten Pflanzen- und Landschaftsstudien, jedoch mit bereits wahrzunehmendem Einfluss kalligrafischer und architektonischer Details: Scharfkantige Farbflächen interagieren teils mit transluzentem, weich fließendem Kolorit. Die strengen Kompositionen und Farbflächen des internationalen Konstruktivismus werden als eine wichtige Quelle in den Werken dieser Schaffensperiode erachtet. 1986 begann Emmert erstmals, modern abstrahierte Ausdrucksformen in Eitemperabilder zu integrieren und mit weiteren Materialcollagen ihre stilistische Einordnung zu erweitern. Ein Beispiel hierfür sind die 1990 entstandenen „Erde-Wasser-Bilder“, die sich weiter von gegenständlichen Motiven entfernen und mit neuen, abstrakten Formelementen aufwarten. Dennoch blieb Emmert ihren ästhetischen Prinzipien einer optimistischen Bildbotschaft und den konstant zugrundeliegenden Ordnungssystemen treu.
Der serielle Zyklus von Großformaten „Kaleidoskop“ markiert einen Wendepunkt in Emmerts künstlerischer Entwicklung. Die floralen, weichen Farbwelten wurden hier erstmals mit strengen geometrischen Elementen verbunden und induzieren der Komposition eine mystische Komponente. Hierbei gilt der Künstler und Lyriker Jean Arp als eine wichtige Inspirationsquelle. Das akzentuierte Kolorit wurde von nun an zum zentralen Thema innerhalb ihrer Werke.
1995 gelangte Emmert durch ihre erste Ausstellung „Cats“ in New York (Lumina Art Gallery Soho) zu internationalem Renommee. Die Ausstellung umfasste 40 Auftragsarbeiten der Künstlerin, allesamt Katzenabbildungen in Öl, passend zu einer parallel dort stattfindenden Messe für Rassekatzen. Obwohl Emmert damals bereits seit mehreren Jahren nur noch in der Abstraktion arbeitete, wurden in der Ausstellung „Cats“ ausschließlich gegenständlich orientiere Werke gezeigt. Laut Yvonne Parker, der damals zuständigen Kuratorin der Ausstellung, bilden die kalligrafischen und abstrakten Einflüsse in Emmerts Katzenmalereien eine perfekte Synthese ihrer künstlerischen Fähigkeiten.
Das Gesamtwerk der Künstlerin legt den Schwerpunkt auf die spontane Raumwirkung, welche in ihren ungegenständlichen, aber strukturierten Bildern vorherrscht. Charakteristisch für Emmerts Malerei sind die leuchtenden Acrylfarben, die sie auf den meist hellen Malgrund auftrug und der sichtbare Einfluss kalligrafischer Pinselduktus. Teilweise arbeitete sie auch mit Mischtechniken und fügte ihren Werken eine haptische Ebene durch Sand, Metallspäne oder Pigmente hinzu. Ihr Duktus kontrollierte dabei stets den formalen Aufbau ihrer Werke. In vielen Schichten reagierte Emmert auf das bisher entstandene und erarbeitete dadurch eine gelenkte Eigendynamik der Werke. Die wirkungsvoll gesetzten Farbkontraste in den Werken lassen an kalligrafische Pinselstriche denken, welche subtil eine Dynamik in den jeweiligen Bildaufbau bringen. Die durch die Kalligrafie beeinflusste Kunst betonte Emmert auch durch ihre Formatwahl: Die Wandgemälde sind dabei unkonventionell vielfältig und erstrecken sich von kleinteiligen Polyptychen, wandhohen schmalen Stelen (welche an asiatische Rollbilder erinnern), bis hin zu großformatigen Quadraten.

## Glaskunst
Emmerts Glasobjekte gliedern sich qualitativ gleichwertig ins Gesamtwerk der Künstlerin ein. Auch sie zeichnen sich durch kräftige Farben mit intensiver Leuchtkraft aus. Die Arbeiten aus Glas sind stark mit der Malerei verbunden und rühren beide von ihrer Auseinandersetzung mit der Kalligrafie her, bei der Emmert die benötigte innere Konzentration faszinierte. Während sie sich in den 1980er Jahren malerisch noch stärker an gegenständlichen Motiven orientierte, begann sie sich ab den frühen 1990er Jahren stärker der Abstraktion hinzuwenden. Der Wunsch nach einer stärkeren Dreidimensionalität in dieser Zeit führte Emmert schließlich zur Glaskunst. Hier stand im Gegensatz zu ihrer Malerei nicht mehr die Linie im Vordergrund, sondern die Entfaltung des Lichts durch die werkimmanente Farbigkeit. Obwohl Emmert primär für ihre Malerei bekannt wurde, ist eine Beeinflussung durch ihre Glaskunst offensichtlich: Die leuchteten Farben tauchen immer stärker in ihrer Malerei auf, welche fortan durch die Verwendung von reliefbildenden Mischtechniken aus organischen Materialien (wie Sand, Lehm, Rinde) eine neue Dimension erlangten. Die Glasobjekte lassen sich kategorisch in drei Werkgruppen aufteilen:
- großformatige Skulpturen oder Bildtafeln und Diskusse (meist entstanden im offenen Brennofen der Hotzenwälder Glashütte von Dirk Bürklin)
- kräftige Rundscheiben, welche meist im ateliereigenen Fusing-Ofen eingebrannt wurden
- voluminöse Dekorschalen, versetzt mit Farb- und Goldeinschmelzungen oder linearem Filigran, sowie mit diversen Randverzierungen[7]

Zu der künstlerischen Entwicklung im Glasbereich haben Emmert mehrere praktische Erfahrungen verholfen, welche sie sich in diversen Workshops und Arbeitsaufenthalten in den USA aneignen konnte: 1991 und 1992 nahm sie an Sandcasting Sessions an der Pilchuk Glass School bei Henner Schroder (Seattle, USA) und Rick Mills (Marion, Ohio) teil. Trotz der Tatsache, dass Emmert keinerlei Vorkenntnisse hinsichtlich der Glaskunst besaß, beeindruckte sie schnell mit ihrem außerordentlichen Talent in der Technik des Sandcastings.
1993 vertiefte die Künstlerin ihre Sandcasting-Technik an der Université européenne du verre in Sars-Poteries (Frankreich) mit Jaromir Rybac. 1994 und 1996 nahm Emmert an diversen Workshops zum Thema Glas teil: Heißglas-Workshop (Glashaus Wertheim), Bild-Werk Frauenau mit Andy Owen und Matthew Buchner, Fusing-Workshop mit Detlef Tanz (Schloss Holte-Stuckenbrock). Die neu erlernte Schmelztechnik des Fusings eröffnete Emmert weitere Möglichkeiten in ihrer Glaskunst: Mit der Anschaffung ihres eigenen Fusing Ofens entstanden in den darauffolgenden Jahren große Platten, Schalen, Fenster und Türen mit diversen Linien, Punkten und Einschlüssen, welche bis heute einen Großteil des Oeuvres ausmachen.

## Ausstellungen

### Einzelausstellungen (Auswahl)
- Februar 2017: Alles fließt, Atelierräume Hedwig Emmert, Efringen-Kirchen
- September – Oktober 2013: Ceres – Malerei und Objekte. Ausstellung zum 70. Geburtstag, Museum in der ‚Alten Schule‘, Efringen-Kirchen
- März 2012: Hedwig Emmert, Korbinian Stöckle – Glaskunst und Malerei, Dreiländermuseum, Lörrach
- Oktober 2012: Feuer und Erde, Atelierräume Hedwig Emmert, Efringen-Kirchen
- 2012: European Art Gallery, Badenweiler
- 2011: Friedhofshaus, Efringen-Kirchen
- Februar – März 1998: Hedwig Emmert, Städtische Galerie Stapflehus, Weil am Rhein
- 1995: Cats by H. Emmert, Lumina-Art Gallery Soho, New York (USA)
- 1984: Schloss Bürgeln, Schliengen

### Gruppenausstellungen (Auswahl)
- 2012: Museum/Orangerie, Sens (Frankreich)
- 2012: abArtig, Galerie Birkhofer, Gottenheim
- 2008/2009: Frühjahrsausstellung bzw. Herbstausstellung 2009, First Glas Galerie, München
- 2009: Skulptur in Natur, Kulturamt Lörrach
- 2008: Glas im Glashaus, Galerie Welti, Düsseldorf
- 2008: Museum in der ‚Alten Schule‘, Efringen-Kirchen
- 2007: Galerie ART IN, Meerane
- 2007: Städtische Galerie Stapflehus, Weil am Rhein
- 2007: Galerie Zangbieri, Basel
- 2007: Galerie Laforet, Martigny und Verbier (Schweiz)
- 2007: Galerie Schoeneck, Riehen (Schweiz)
- 2005: Galerie Glass-Inspiration, Burgdorf (Schweiz)

## Preise und Werke in öffentlichen Sammlungen
- 2006: Ankauf Glasarbeiten des Glasmuseums „Alter Hof Herding“, Coesfeld und Museum „Museum in der ‚Alten Schule‘“, Efringen-Kirchen
- 2006: Ankauf Deutsche Bank, Frankfurt am Main
- 1991: 1. Markgräfler Kunstpreis
- diverse Ankäufe des Regierungspräsidiums Freiburg